# Mörsenbroich

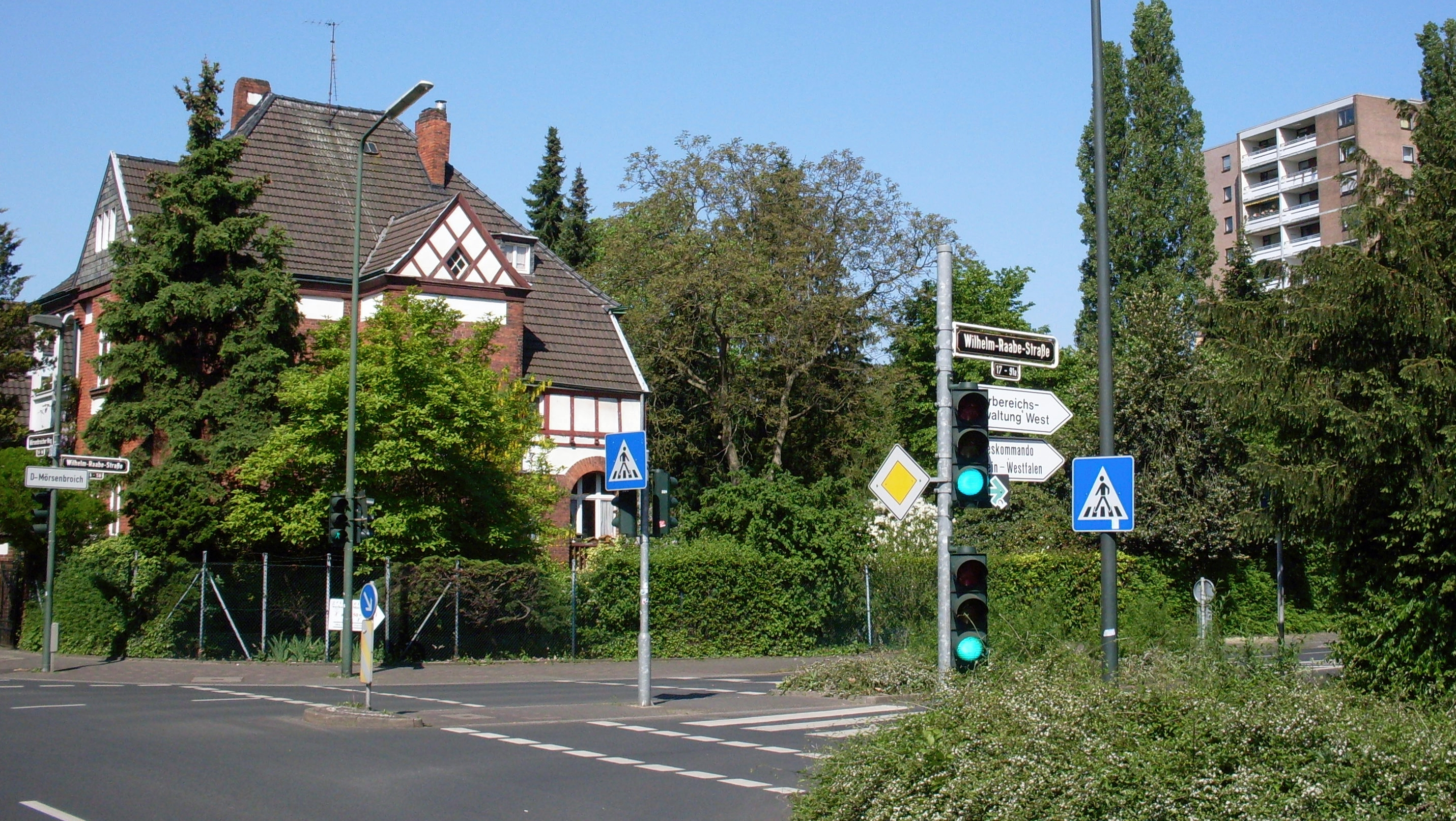
Am Mörsenbroicher Weg

Mörsenbroich [ˌmœʁzənˈbʁoːx] (siehe Dehnungs-i) ist ein Stadtteil von Düsseldorf und liegt im Stadtbezirk 6, etwa vier Kilometer nordöstlich der Innenstadt.

## Lage

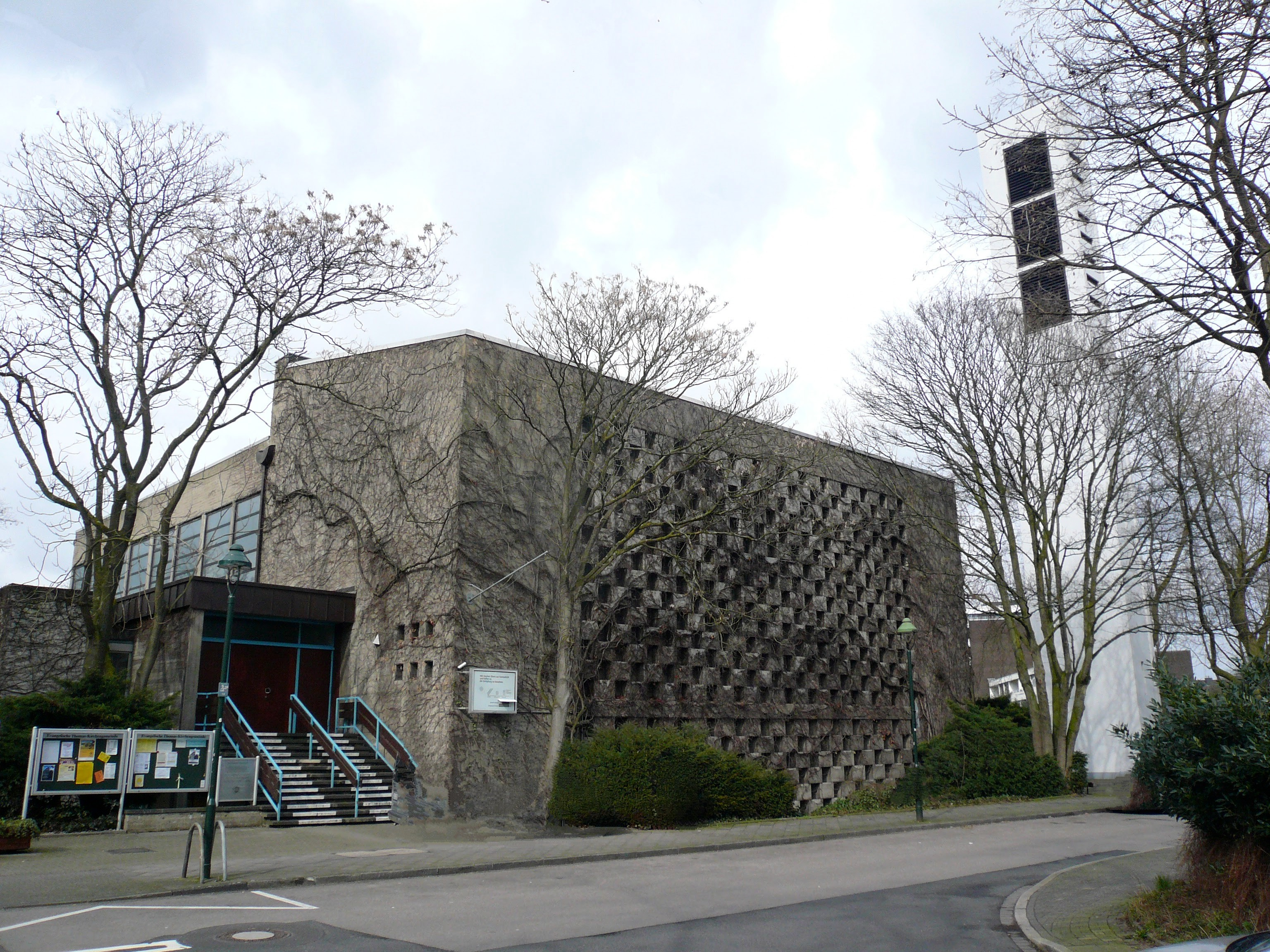
Ehemalige Thomaskirche

Mörsenbroich grenzt an die Stadtteile Rath, Unterrath, Derendorf, Grafenberg, Ludenberg und Düsseltal.

## Geschichte
Im Mittelalter und der Neuzeit bis Ende des 19. Jahrhunderts war Mörsenbroich ein kaum besiedeltes weitgehend von Wald und Sumpf bedecktes Gebiet mit erst später einigen Bauernhöfen. Adelshöfe und Rittergüter waren nicht vorhanden, so dass bisher kaum schriftliche Nachweise für diese Zeit bekannt sind. Mit der stärkeren Besiedlung des nördlich von Düsseldorf liegenden Gebietes ab Ende des 18. Jahrhunderts gibt es erste Belege für diesen heutigen Stadtteil. In der Franzosenzeit wird das Dorf „Moersenbruch“ unter den zum Canton Düsseldorf gehörenden Ortschaften angeführt. „Stahl“ führte in seiner Beschreibung des Regierungsbezirkes von 1817 für Düsseldorf auch bereits Mörsenbroich mit 348 Bewohnern an.
In einer Untersuchung von 1836 über die Ortschaften im Landkreis Düsseldorf und der Stadt wurde Mörsenbroich als Dorfschaft angeführt, die zum Gebiet von Düsseldorf-Derendorf gehörte. Zu dieser Zeit hatte Mörsenbroich 347 Einwohner und umfasste neben dem Dorf zusätzlich die Weiler „An der Linde“ (4 Häuser mit 21 Bewohner), „An den Wegen“ (3 Häuser mit 17 Bewohner) und „Am Schein“ (4 Häuser mit 39 Bewohner) sowie noch fünf Kothen.
In den amtlichen Bekanntmachungen der Stadt Düsseldorf wie beispielsweise dem Amtsblatt, wurde ab Mitte des 19. Jahrhunderts häufiger Mörsenbroich angeführt. Dies galt besonders für den Immobilienmarkt, in dem Grundstücke und Häuser für dieses Gebiet angeboten wurden. Ein weiteres Beispiel von 1902. Hier wurde im Amtsblatt eine Straßenbenutzungsgebühr ausgeschrieben, die der Meistbietende erwerben konnte. Das „Chausseegeld“ für eine Durchgangsstraße in Mörsenbroich sollte an einer Barriere im Bereich des Aaperkothen erhoben werden.

## Allgemein
Der Stadtteil ist durch den Verkehrsknotenpunkt „Mörsenbroicher Ei“, eine vielbefahrene, „eiförmige“ Kreuzung, überregional bekannt. Über den Stadtteil verteilt finden sich einige Kleingartenanlagen, eine der größeren der Stadt liegt zwischen dem Autobahnzubringer und der westlichen Stadtteilgrenze. Immer wieder stößt man in dem relativ ruhigen Viertel auf größere Grünanlagen. Mörsenbroich ist dafür bekannt, einen der größten und ältesten (seit 1979) Veedelszüge in der Düsseldorfer Karnevalssession zu haben.
Die katholische Pfarrkirche St. Franziskus Xavierius am Mörsenbroicher Ei ist ein moderner Kirchenbau der Zwischenkriegszeit. Die evangelische Thomaskirche entstammt der Nachkriegsmoderne.
Im Osten Mörsenbroichs lag ein größeres Kasernengelände. Ende der 1930er Jahre wurden im Zuge der Aufrüstung der Wehrmacht am Mörsenbroicher Weg und an der Graf-Recke-Straße zwei Kasernenneubauten errichtet. Auf dem Areal der früheren Fort-Vaux-Kaserne ist heute das Bundesamt für das Personalmanagement der Bundeswehr untergebracht. Die Reitzenstein-Kaserne wurde bis 2006 von der Bundeswehr genutzt. Diese Liegenschaft wird seit Beginn des 21. Jahrhunderts zur Gartenstadt Reitzenstein umgestaltet. In der Umgebung finden sich grüne, beschauliche Wohngebiete, die bisweilen die Nähe zu den wohlhabenden Vierteln Düsseldorf-Zoo und Düsseldorf-Grafenberg erahnen lassen.

## Öffentlicher Personennahverkehr
Die Linien U71 und 701 verkehren auf der Münsterstraße im 20- bzw. 10-Minuten-Takt. Die Linie U71 verkehrt ab der Heinrichstraße über den Stadtteil Düsseltal zum Wehrhahn S, wo sie im Tunnel die Innenstadt und Altstadt unterquert. Die Linie 701 verkehrt ab der Haltestelle Heinrichstraße weiter auf der Münsterstraße und bindet dabei die Stadtteile Derendorf und Pempelfort an, ehe sie ebenfalls in die Innenstadt fährt.
An der südlichen Stadtteilgrenze zu Düsseltal befindet sich die Endhaltestelle der Linie 708. Sie verkehrt montags bis freitags im 20-Minuten-Takt über die Stadtteile Düsseltal und Flingern-Nord und bindet diese an den Düsseldorfer Hauptbahnhof an.
An der östlichen Stadtteilgrenze zu Grafenberg verkehrt außerdem die Linie U72 im 10-Minuten-Takt. Sie ermöglicht eine umsteigefreie Fahrt in die Nachbarstadt Ratingen und verkehrt ebenfalls wie die Linie U71 ab dem Wehrhahn S im Tunnel.
Außerdem wird Mörsenbroich noch von diversen Buslinien angefahren.
An der Stadtteilgrenze Rath/Mörsenbroich liegt an der Ruhrtalbahn der S-Bahnhof bzw. Haltepunkt Düsseldorf-Rath Mitte, von dem der Hauptbahnhof in zwölf Minuten erreicht werden kann.